# Chumsri Chaianan
Chumsri Chai-Anan (apellido de soltera Hambananda) (o Chaianan) ( * 1930 - ) es una botánica tailandesa, destacada agrostóloga.
En 1972, la Dra. Chai-Anan estudió y recolectó especímenes del género Germainia en Tailandia, para una revisión taxonómica, reportando 9 especies.

## Honores

### Epónimos
- Chumsriella Bor[1]

- La abreviatura «Chai-Anan» se emplea para indicar a Chumsri Chaianan como autoridad en la descripción y clasificación científica de los vegetales.[2]